# Імперське абатство
Імперське абатство (нім. Reichsabteien, також Reichsklöster та Reichsstifte) — релігійний дім у Священній Римській імперії, який мав статус прямого підпорядкування імператору (безпосереднього імперського лену; нім. Reichsunmittelbarkeit), що означало самостійність від влади інших князів імперії. Статус безпосереднього імперського лену надавав імперським абатствам та монастирам імунітет від влади місцевого єпископа, право збирати податки та відправляти правосуддя.
Очолювались імперські абатства імперським абатом (нім. Reichsabt) або імперською абатисою (нім. Reichsäbtissin) (відповідно імперське пробство або приорат (нім. Reichspropstei) очолювались імперським пробстом (нім. Reichspropst). Деякі з найзначніших імперських абатств мали ранг духовних князівств і очолювались князями-абатами та князями-пробстами, чий статус був рівний статусу князя-єпископа. Але більшість з них (такі князівства мали часто дуже незначну територію) мали ранг імперських прелатів (нім. Reichsprelaten) та належали до Лави прелатів, яка у 1575 р. була розділена на Колегію швабських імперських прелатів та Колегію рейнських імперських прелатів, маючи колективний голос у Рейхстазі.
Звичайною справою для голів духовних домів, що не належали до імперських абатств, було мати подібні до них титули навіть не маючи прав безпосереднього імперського лену. Наприклад: князь-єпископ Сен-Ґалленський зберігав титул імперського абата аж до секуляризації 1798 р., хоча його абатство втратило статус імперського абатства у 1648 р.; абат Мурі за сильної підтримки Габсбурґів став імперським князем у 1710 р., хоча на той час абатство знаходилось на території Швейцарії.

## Список імперських абатств
До цього списку включені князівства, імперські абатства (Reichsabteien та -klöster), імперські колегії (Reichsstifte), імперські пробства та приорати (Reichspropsteien) і єдине імперське картузіанське абатство (Reichskartause).

Багато з імперських абатств були розпущені під час Реформації, інші були приєднані до значніших держав імперії. Ті з абатств, які знаходились на території Ельзасу та Швейцарії були виведені з імперії у 1648 році, коли Ельзас був приєднаний до Франції і Швейцарія отримала незалежність. Більшість ж з них були секуляризовані у період Великої французької революції, Наполеонівських воєн та, остаточно, під час медіатизації 1803 р. Та ж невелика їх кількість, що вистояла загубила свої імперські звання разом із падінням Священної Римської імперії у 1806 р.
Скороченя:
- «SC» — Швабська колегія імперських прелатів
- «RC» — Рейнська колегія імперських прелатів
- «RA» — імперське абатство
- «RP» — імперське пробство
- «RF» — імперське князівство
- «RU» — передує даті надання прав безпосереднього імперського лену (Reichsunmittelbarkeit).

| Релігійний дім                                                              | Місцезнаходження                   | Хронологія | Примітки та імперський статус                                                  |
| --------------------------------------------------------------------------- | ---------------------------------- | --- | ------------------------------------------------------------------------------ |
| Байндтське абатство                                                         | Баден-Вюртемберг                   | засн. 1240; RU 1376; секуляризоване 1802 | Цистерціанське жіноче абатство RA. SC                                          |
| Берхтесгаденське пробство                                                   | Баварія                            | засн. 1102; RU 1194; секуляризоване 1803 | Августинське. Fürstpropstei («Князівство-пробство»). RF з 1380 або 1559        |
| Абатство Бухау                                                              | Баден-Вюртемберг                   | засн. бл. 700; RU 1347; секуляризоване 1803 | Frauenstift. RA. RF. RC                                                        |
| Абатство Буртсхейд                                                          | Аахен                              | засн. 997; RU 1220/21; секуляризоване 1802 | Бенедиктинський монастир; від 1220/21 цистерціанський жіночий монастир. RF. RC |
| Буксгаймський монастир                                                      | Баварія                            | засн. бл. 1100; RU 1548; секуляризований 1802/03 | Каноніки; Картузіанський від 1402 р. (єдине Reichskartause). RP. SC та RC      |
| Абатство Вальдзассен                                                        | Баварія                            | засн. 1128 — 1132 рр.; RU 1177 р.; медіатизоване до Курпфальцу 1543 р. (секуляризоване 1803 р.; знову відкрие як жіночий цистерціанський монастир 1863 р.)                          | Цистерціанський монастир. RA                                                   |
| Абатство Валькенрід                                                         | Тюрингія                           | засн. 1127 р.; RU 1542 р.; секуляризоване 1648 р. | Цистерціанський монастир. RA                                                   |
| Абатство Вейнгартен                                                         | Баден-Вюртемберг                   | засн. 1056 р.; RU 1274 р.; секуляризоване 1803 р. | Бенедиктинський монастир. RA. SC                                               |
| Абатство Вейссенау                                                          | Равенсбург, Баден-Вюртемберг       | засн. 1145 р.; RU бл. 1257 р.; секуляризоване 1802 р. | Премонстрантський монастир. RA. SC                                             |
| Абатство Вейссенбург                                                        | Ельзас                             | засн. у 7-му ст.; перестало бути частиною СРІ у 1648 р. (секуляризоване бл. 1798 р.)                                                                                                | Reichspropstei. RP / RF                                                        |
| Абатство Верден                                                             | Ессен                              | засн. 799 р.; RU 877 р.; секуляризоване 1803 р. | Бенедиктинський монастир. RA. RC                                               |
| Абатство Веттенхаузен                                                       | Баварія                            | засн. 1130 р.; секуляризоване 1802 р. | Августинські каноники. RA. SC                                                  |
| Абатство Віґольсберг — див. Оденхейм                                        |                                    | |                                                                                |
| Абатство Герфорд                                                            | Північний Рейн-Вестфалія           | засн. 789 р.; RU у часи Людовика Благочестивого; секуляризоване 1802 р. | Frauenstift. RA. RC                                                            |
| Абатство Герренальб                                                         | Баден-Вюртемберг                   | засн. 1147 р.; секуляризоване 1536 р. | Цистерціанський монастир. RA                                                   |
| Герсфельдське абатство                                                      | Гессен                             | засн. 736-742 р.р.; RU 775 р.; секуляризоване 1606 р. | Бенедиктинський монастир. RA                                                   |
| Абатство Ґенденбах                                                          | Баден-Вюртемберг                   | засн. 727-735 р.р.; RU 9-те століття; секуляризоване 1803 р. | Бенедиктинський монастир. RA. SC                                               |
| Абатство Ґандерсхейм                                                        | Нижня Саксонія                     | засн. 852 р.; RU 877 / 919 р.; секуляризоване 1810 р. | Frauenstift. RA. RC                                                            |
| Абатство Ґернроде                                                           | Саксонія-Ангальт                   | засн. ран. 961 р.; RU раніше 965 р.; секуляризоване 1610 р. | Frauenstift. RA. RC                                                            |
| Абатство Ґутенцелль                                                         | Баден-Вюртемберг                   | засн. 1237 р.; секуляризоване 1803 р. | Цистерціанський жіночий монастир. RA. SC                                       |
| Абатство Ґьосс                                                              | Леобен, Австрія                    | засн. 1004 р.; RU 1020 р.; секуляризоване 1782 р. | Бенедиктинський жіночий монастир. RA                                           |
| Абатство Дізентіс                                                           | Швейцарія                          | засн. на поч. 8-го століття RU у часи Карла Великого; перестало бути частиною Священної Римської імперії у 1648 р. (секуляризоване у 1798 р.; відновлене у 1803 р.)                 | Бенедиктинський монастир. RA                                                   |
| Абатство Ейнзідельн                                                         | Швейцарія                          | засн. 934; RU 965; перестало бути частиною СРІ у 1648 р. (секуляризоване 1798 р.; відновлене 1803 р.)                                                                               | Бенедиктинський монастир. RA                                                   |
| Абатство Ельхінген                                                          | Баварія                            | секуляризоване у 1802 р. | Бенедиктинський монастир. RA. SC                                               |
| Абатство Елльванген                                                         | Баден-Вюртемберг                   | засн. бл. 764 р.; RU 1011 (?); секуляризоване 1802 р. | Бенедиктинський монастир; Fürstpropstei («Князівство-пробство»). RF            |
| Абатство Ессен                                                              | Ессен, Північний Рейн-Вестфалія    | засн. бл. 845 р.; RU 874-947 рр.; секуляризоване 1803 р. | Frauenstift. RA. RC                                                            |
| Абатство Ехтернах                                                           | Люксембург                         | засн. 700; RU 751; медіатизоване Австрією після 1521 р.(секуляризоване 1794 р.) | Бенедиктинський монастир. RA                                                   |
| Абатство Заальфельд                                                         | Заальфельд/Заалє, Тюрингія         | засн. 1071 р.; секуляризоване 1526 р. | Бенедиктинський монастир. RA                                                   |
| Абатство Зельц                                                              | Ельзас, раніше Баден               | засн. 968 — 999 рр.; медіатизоване Курпфальцом під час Реформації (секуляризоване 1803 р.)                                                                                          | Бенедиктинський монастир / жіночий монастир. RA                                |
| Абатство Ірзеє                                                              | Баварія                            | засн. 1186 р.; RU 15-те століття; секуляризоване 1802 р. | Бенедиктинський жіночий монастир. RA. SC                                       |
| Абатство Кайзерхейм                                                         | баварія                            | засн. 1135 р.; RU 1346 р., підтверджене 1656 р. секуляризоване 1802 р. | Цистерціанський монастир. RA. SC і RC                                          |
| Абатство Кауфунген                                                          | Кассель, Гессен                    | засн. 1017 р.; RU можливо надане відразу після заснування; секуляризоване 1527 р.                                                                                                   | Бенедиктинський жіночий монастир. RA                                           |
| Абатство Кведлінбург                                                        | Саксонія-Ангальт                   | засн. у або скоро після 836 р.; RU невід. (скоро після заснування); секуляризоване 1803 р.                                                                                          | Бенедиктинський жіночий монастир. RA. RC                                       |
| Абатство Кемптен                                                            | Баварія                            | засн. 752 р.; RU 1062 р.; секуляризоване 1803 р. | Бенедиктинський монастир; Fürststift від 1524 р.. RA / RF                      |
| Абатство Клінґенмюнстер                                                     | Рейнланд-Пфальц                    | RU раніше або у 9-му столітті; секуляризоване 1567 р. | Бенедиктинський монастир до 1490 р.; пізніше Herrenstift. RA / RP              |
| Комбург                                                                     | Швебіш-Халль, Баден-Вюртемберг     | засн. у 1070-х; RU раніше 15-го століття; медіатизоване до Вюртембергу 1587 р. (секуляризоване 1803)                                                                                | Бенедиктинський монастир, пізніше Herrenstift. RA                              |
| Корвейське абатство                                                         | Хьокстер, Північний Рейн-Вестфалія | засн. бл. 820; RU бл. 1150; секуляризоване 1803 | Бенедиктинський монастир. RA; RF не пізніше 1582                               |
| Абатство Корнелімюнстер                                                     | Аахен                              | засн. 614 р.; RU у середині 9-го століття; секуляризоване 1802 р. | Бенедиктинський монастир. RA. RC                                               |
| Абатство Кройцлінген                                                        | Швейцарія                          | засн. бл. 1125 р.; RU бл. 1150 р.; перестало бути частиною СРІ у 1648 р. | Herrenstift августинських каноників. RA                                        |
| Абатство Кьоніґсбронн                                                       | Хіденгейм, Баден-Вюртемберг        | засн. 1303; приєднане до ставшого протестантським Вюртембергу 1553 р. | Цистеціанський монастир. RA                                                    |
| Абатство Ліндау                                                             | Баварія                            | RU 1486 р.; секуляризоване 1802 р. | Frauenstift; RA.                                                               |
| Лорське абатство                                                            | Дармштадт, Гессен                  | засн. 764 р.; RU бл. 10/11-го стт. (?); секуляризоване 1556 р. | Бенедиктинський монастир до 1248 р.; пізніше премонстрантський. RA             |
| Абатство Мальмеді                                                           | Бельгія                            | секуляризоване 1794-95 рр. | Бенедиктинський монастир. RA                                                   |
| Абатство Мармут'є; також Маурсмюнстер                                       | Ельзас                             | засн. 659 р. (?); RU 7/8-ме стт.; секуляризоване 1790 р. | Бенедиктинський монастир. RA                                                   |
| Абатство Мархталь                                                           | Баден-Вюртемберг                   | RU 1500 р.; секуляризоване 1803 р. | Премонстрантський монастир. RA. SC                                             |
| Абатство Маульбронн                                                         | Баден-Вюртемберг                   | засн. 1147 р.; медіатизоване до Вюртембергу у 1504 р. (секуляризоване 1555 р.) | Цистерціанський монастир. RA                                                   |
| Абатство Мемлебен                                                           | Саксонія-Ангальт                   | засн. 975 р.; RU у часи Оттона ІІ або Оттона ІІІ; секуляризоване 1548 р. | Бенедиктинський монастир. RA                                                   |
| Абатство Міхельсберг (також відоме як Сейбург)                              | Сейбург, Північний Рейн-Вестфалія  | засн. 1064 р.; RU 1512 р.; медіатизоване 1676 р.; секуляризоване 1803 р. | Бенедиктинський монастир. RA                                                   |
| Абатство Мондзеє                                                            | Австрія                            | засн. 748 р.; RU 788 р.; секуляризоване 1791 р. | Бенедиктинський монастир. RA                                                   |
| Абатство Мурбах (вкл. Людерс)                                               | Ельзас                             | засн. 727 р.; RU 782—783 (?) рр.; секуляризоване 1789 р. | Бенедиктинський монастир. RF                                                   |
| Абатство Мурі                                                               | Швейцарія                          | засн. 1027 р.; RU — немає; перестало бути частиною імперії у 1648 р. (секуляризоване 1798 р.; відновлене 1803 р.)                                                                   | Бенедиктинський монастир. RA                                                   |
| Абатство Мюнстер-ім-Сан-Грегоріенталь                                       | див. Абатство Мармут'є             | |                                                                                |
| Абатство Мюнхенрот                                                          | Баварія                            | медіатизоване до Баварії, дата невід. | RA                                                                             |
| Абатство Нересгейм                                                          | Баден-Вюртемберг                   | засн. 1095 р.; секуляризоване 1802 р. | Бенедиктинський монастир. RA. SC                                               |
| Нідермюнстер                                                                | Регенсбург                         | засн. 948 — 955 рр.; RU 1002 р.; секуляризоване 1803 р. | Frauenstift. RA. RC                                                            |
| Абатство Нойнбург                                                           | Бембург, Саксонія-Ангальт          | RU у часи Оттона ІІ; секуляризоване 1563 р. | Бенедиктинський монастир. RA                                                   |
| Капітул Нордхаузен                                                          | Тюрингія                           | RU 1220 р.; секуляризований 1802 р. | Капітул Нордхаузенського собору. RA                                            |
| Обермюнстер                                                                 | Регенсбург                         | fdd п.п. 9-го ст.; RU у часи Генріха ІІ; секуляризований 1803 р. | Frauenstift. RA. RF з 1315 р.. RC                                              |
| Абатство Оденхайм (пізніше також Оденхайм-і-Брунсхаль)                      | Баден-Вюртемберг                   | засн. бл. 1108 р.; секуляризоване 1802-03 рр. | Бенедиктинський монастир; Herrenstift від 1496 р.. RA. RC                      |
| Абатство Обешоненфельд                                                      | Баварія                            | засн. бл. 1211 / 1248 рр.; секуляризоване 1803 р. | Цистерціанський жіночий монастир, формалізовано з 1248 р.. RA                  |
| Абатство Оттобойрен                                                         | Баварія                            | засн. 764 р.; RU 1299 р., надано ще раз 1710 р.; секуляризоване 1802 р. | Бенедиктинський монастир. RA                                                   |
| Абатство Охсенхаузен                                                        | Баден-Вюртемберг                   | засн. 1093 р.; RU 1495 р.; секуляризоване 1803 р. | Бенедиктинський монастир. RA. SC                                               |
| Абатство Петерсхаузен                                                       | Констанц, Баден-Вюртемберг         | засн. 983 р.; RU у часи Фрідріха ІІ; секуляризоване 1802 р. | Бенедиктинський монастир. RA. SC                                               |
| Абатство Прюм                                                               | Рейнланд-Пфальц                    | засн. 720 р.; RU 10/11-му стт.; секуляризоване 1794 р. | Бенедиктинський монастир. RF                                                   |
| Абатство Прюфенінґ                                                          | Регенсбург                         | засн. 1109 р.; секуляризоване 1803 р. | Бенедиктинський монастир. RA                                                   |
| Абатство Пфаферз                                                            | Швейцарія                          | засн. 731 р.; RU 9-те століття (?); перестало бути частиною СРІ 1648 р. (секуляризоване 1798 р.; відновлене 1803 р.)                                                                | Бенедиктинський монастир. RA                                                   |
| Абатство Рейхенау                                                           | Баден-Вюртемберг                   | засн. 724 р.; Reichsunmittelbarkeit передано єпископству Констанцському 1548 р. | Баден-Вюртемберг. RA                                                           |
| Абатство Реклінгхаузен (також Рехенхаузен)                                  | Північний Рейн-Вестфалія           | медіатизоване абатством Ессен | RA                                                                             |
| Абатство Ріддагхаузен                                                       | Брауншвейг                         | засн. 1145/46 рр.; медіатизоване 1569 р. Брауншвейг-Вольфенбюттелем (секуляризоване 1809 р.)                                                                                        | Цистерціанський монастир. RA                                                   |
| Абатство Роггенбург                                                         | Баварія                            | засн. 1126 р.; RU 1482 — 1485 рр.; секуляризоване 1802 р. | Премонстрантський монастир. RA. SC                                             |
| Абатство Рот-ан-дер-Рот, також Абатство Рот та Абатство Мьонхенрот          | Баден-Вюртемберг                   | засн. 1126 р.; RU 1376 р.; секуляризоване 1803 р. | Премонстрантське абатство. RA. SC                                              |
| Абатство Роттенмюнстер                                                      | Ротвейль                           | секуляризоване 1803 р. (відкрито знову 1898 р.) | Цистерціанський жіночий монастир. RA. SC                                       |
| Абатство Салем або Сальмансвейлер                                           | Баден-Вюртемберг                   | засн. 1136 р.; RU 1138 — 1152 рр.; секуляризоване 1803 р. | Цистерціанський монастир. RA. SC                                               |
| Кафедральний капітул Сенкт-Бартоломаус                                      | Франкфурт-на-Майні                 | засн. 852 р.; секуляризоване 1803 р. | Капітул Кайзердому (Kaiserdom) у Франкфурті. RP                                |
| Абатство Сенкт-Блез (абатство само по собі не мало права reichsunmittelbar) | Баден-Вюртемберг                   | RU — не мало;; секуляризоване 1806 р. | Бенедиктинський монастир. RF через володіння графством Бондорф                 |
| Абатство Сенкт-Галлен                                                       | Швейцарія                          | засн. 613 р.; RU 13-те століття; секуляризоване тимчасово у 1527-32 рр.; перестало бути частиною СРІ у 1648 р. (остаточно секуляризоване у 1798 р.)                                 | Бенедиктинський монастир; пізніше Fürstabtei. RA / RF                          |
| Абатство Сенкт-Георг                                                        | Ізні-ім-Алльґау, Баден-Вюртемберг  | засн. 1096 р.; RU 1781 р.; секуляризоване 1802 р. | Бенедиктинський монастир. RA. SC                                               |
| Абатство Сенкт-Ґіл (Schottenkloster Sankt Ägidien)                          | Баварія                            | засн. бл. 1140 р.; було приєднане містом Нюрнберг 1525 р., не мав документу на Reichsunmittelbarkeit                                                                                | «Schottenkloster»; Бенедиктинський монастир від 1418 р.. RA                    |
| Абатство Сенкт-Еммерам                                                      | Регенсбург                         | засн. бл. 739 р.; RU 1295 р.; секуляризоване 1803 р. | Бенедиктинський монастир. RA. RC                                               |
| Абатство Сенкт-Людґер                                                       | Гельмштедт, Нижня Саксонія         | засн. бл. 800; секуляризоване 1802 р. | Бенедктинський. RA                                                             |
| Абатство Сенкт-Максимін                                                     | Трір                               | засн. у 4-му ст.; медіатизоване у 16-му ст. до Курпфальцу, але його статус не був остаточно визначений до 1669 р., коли Reichsunmittelbarkeit було передано курфюрстові Трірському. | Бенедиктинський монастир. RA                                                   |
| Абатство Санкт-Петер у Шварцвальді                                          | Баден-Вюртемберг                   | засн. ран. 1073 р.; медіатизованедо Австрії (15-те ст.?) (секуляризоване 1806 р.)                                                                                                   | Бенедиктинський монастир. RA                                                   |
| Абатство Сенкт-Ульріх та Сенкт-Афра                                         | Аугсбург                           | засн. у 5-му ст. (?); RU 1577 або 1643/44 рр.; секуляризоване 1802 р. | бенедиктинський монастир від 1006 — 1012 рр.. RA. RC                           |
| Абатство Стабло або Ставелот (також Стаблінґен)                             | Бельгія                            | засн. бл. 650 р.; RU невід. (раніше 12-го ст.); секуляризоване 1794-95 рр. | Бенедиктинський монастир. RF                                                   |
| Абатство Торн                                                               | Лімбург, Нідерланди                | засн. у 10-му ст.; RU бл. 1000 (?) р.; секуляризоване 1794 р. | Frauenstift. RA. RC                                                            |
| Абатство Урсберг                                                            | Bavaria                            | fdd 1126 x 1128; RU 1143; secularised 1803 | Premonstratensian monastery. RA. SC                                            |
| Абатство Фрауенхімзеє (або Фрауенвьорт)                                     | Баварія                            | засн. 772 р.; секуляризоване 1803 р. | Бенедиктинський жіночий монастир. RA                                           |
| Абатство Фраумюнстер                                                        | Цюрих, Швейцарія                   | засн. 853 р.; RU 1218 р.; секуляризоване 1524 р. | Бенедиктинський жіночий монастир. RA                                           |
| Абатство Фюрстенфельд                                                       | Фюрстенфельдбрюк, Баварія          | засн. 1263-1265 рр.; RU можливо за часів Людовика Баварського; секуляризоване 1803 р.                                                                                               | Цистерціанський монастир. RA                                                   |
| Абатство Фульда                                                             | Гессен                             | засн. 744 р.; RU 765 р.; секуляризоване 1802 р. | Бенедиктинський монастир. RF                                                   |
| Абатство Хегбах                                                             | Мазельгейм, Баден-Вюртемберг       | засн. 1195 р.; секуляризоване 1803 р. | Цистеціанський жіночий монастир із 1231 р.. RA. SC                             |
| Абатство Хельмарсгаузен                                                     | Бад-Карлсгафен, Гессен             | засн. 997 р.; RU можливо у період правління Оттона ІІІ; секуляризоване 1538 р. | Бенедиктинський монастир. RA                                                   |
| Абатство Цвіфальтен                                                         | Баден-Вюртемберг                   | засн. 1089 р.; RU 1750 р.; секуляризоване 1802 р. | Бенедиктинський монастир. RA. SC                                               |
| Абатство Шаффхаузен                                                         | Швейцарія                          | RU 1190 р.; медіатизоване містом Шаффхаузен; перестало бути частиною СРІ у 1648 р.                                                                                                  | Бенедиктинський монастир. RA                                                   |
| Абатство Шофлінґен (іноді Шоффлінґен)                                       | Ульм, Баден-Вюртемберг             | секуляризоване 1802 або 1803 р. | Бідні клариси. RA. SC                                                          |
| Абатство Штейн-на-Рейні                                                     | Швейцарія                          | перестало бути частино СРІ у 1648 р. | RA                                                                             |
| Абатство Шуссенрід                                                          | Баден-Вюртемберг                   | засн. 1183 р.; RU 1440 р.; секуляризоване 1803 р. | Премонстрантський монастир. RA. SC                                             |
| Абатство Шуттерн                                                            | Баден-Вюртемберг                   | засн. 603 р.; RU бл. 8-го ст.; секуляризоване 1803 р. | Бенедиктинський монастир. RA                                                   |
| Абатство Шяніс                                                              | Швейцарія                          | засн. у 9-му ст.; RU бл. 1045 р.; секуляризоване тимчасово 1529-31 рр.; перестало бути частиною СРІ у 1648 р. (остаточно секуляризоване у 1811 р.)                                  | Frauenstift. RA                                                                |